# Rencunius
Rencunius es un género extinto de primates adapiformes, que vivió en el Eoceno medio. El género está representado por una especie: Rencunius zhoui, encontrada en  Chaili, en la Formación Heti, en China.